# Кононович, Ипполит Сильвестрович
Ипполит Сильвестрович Кононович (бел. Іпалі́т Сільве́стравіч Канано́віч; 21 апреля 1908, Куковичи Минской губернии (ныне Копыльский район Минской области), Российская империя — 29 октября 1974) — советский государственный деятель, председатель Гродненского областного исполнительного комитета (1951—1961), почетный гражданин Слуцка. Член ВКП(б).

## Биография
В 1930 — 1935 годах на службе в РККА.
С 1935 года на советской и партийной работе.
Являлся одним из руководителей партизанского движения в Минской области в период Великой Отечественной войны. В 1943—1944 годах — секретарь подпольного Слуцкого райкома КПБ(б) б, комиссар партизанской бригады имени В. П. Чкалова.
После войны работал секретарем Слуцкого райкома КП(б) б. В 1948—1950 годах работает секретарем Бобруйского обкома партии. С этой должности был рекомендован в 1951 году для работы председателем Гродненского облисполкома.
С 1961 по 1963 годы был заместителем председателя Комиссии государственного контроля Совета Министров Белорусской ССР. С 1963 года — секретарь Белорусского республиканского Совета профсоюзов, а затем председатель Белорусского республиканского профсоюза рабочих и служащих сельского хозяйства и заготовок.
Член ЦК КПБ, неоднократно избирался депутатом Верховного Совета БССР и Верховного Совета СССР.

## Награды и звания
- Орден Ленина
- Орден Красного Знамени
- Орден Отечественной войны I степени
- Три Ордена Трудового Красного Знамени
- Орден Красной Звезды
- Медаль "За трудовую доблесть"
- Почётный гражданин г. Слуцка

## Память
В Слуцке одна из улиц носит имя Ипполита Кононовича.